# Clemensia picosa
Clemensia picosa är en fjärilsart som beskrevs av Paul Dognin 1896. Clemensia picosa ingår i släktet Clemensia och familjen björnspinnare. Inga underarter finns listade i Catalogue of Life.